# Louise Eleonore van Hohenlohe-Langenburg

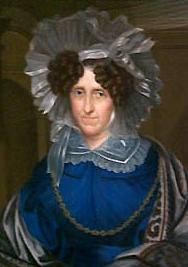
Louise Eleonore van Hohenlohe-Langenburg

Louise Eleonore van Hohenlohe-Langenburg (Langenburg, 11 augustus 1763 - Meiningen, 30 april 1837) was een prinses van Hohenlohe-Langenburg.
Zij was het tweede kind en de oudste dochter van Christiaan Albert van Hohenlohe-Langenburg en Caroline van Stolberg-Gedern. Op 27 november 1782 trad zijn in het huwelijk met George I van Saksen-Meiningen. Het paar kreeg de volgende kinderen:
- Adelheid Louise Theresia Caroline Amelia (1792-1849), gehuwd met Willem IV van het Verenigd Koninkrijk
- Ida (1794-1852) gehuwd met Karel Bernhard, zoon van Karel August van Saksen-Weimar-Eisenach
- Bernhard Erik Freund (1800-1882), hertog van Saksen-Meiningen

Toen haar man, die sinds 1782 regerend hertog van Saksen-Meiningen was geweest, in 1803 overleed, nam Louise Eleonore tot 1821 het regentschap ten behoeve van haar zoon Bernhard waar. Tijdens haar regentschap raakte het hertogdom betrokken bij de napoleontische oorlogen, ten gevolge waarvan ook een hongersnood in Saksen-Meiningen ontstond. Louise Eleonore trachtte de nood te ledigen door de import van graan te vergroten. In Meiningen richtte ze het Gymnasium Bernardinum op. Haar eigen kinderen bracht ze in contact met de Zwitserse pedagoog Johann Heinrich Pestalozzi.